# Kalanchoe gracilipes
Kalanchoe gracilipes ist eine Pflanzenart der Gattung Kalanchoe in der Familie der Dickblattgewächse (Crassulaceae).

## Beschreibung

### Vegetative Merkmale
Kalanchoe gracilipes ist eine ausdauernde, epiphytische, vollständig kahle Pflanze. Ihre schlanken, an der Basis niederliegend-aufsteigenden Triebe sind darüber bogig, hängend und bis zu 60 Zentimeter lang. An ihren unteren Knoten werden Faserwurzeln ausgebildet. Die grünen Laubblätter sind gestielt. Der stielrunde Blattstiel ist 0,6 bis 2,2 Zentimeter lang. Ihre längliche, eiförmige bis eiförmig-runde Blattspreite ist 1 bis 3 Zentimeter lang und 0,5 bis 2 Zentimeter breit. Ihre Spitze ist stumpf, die Basis keilförmig. Der Blattrand ist tief gekerbt.

### Generative Merkmale
Der Blütenstand besteht aus lockeren zwei bis sechsblütigen Ebensträußen. Die hängenden Blüten stehen an sehr schlanken, 12 bis 20 Millimeter langen Blütenstielen. Der Kelch ist grün, die Kelchröhre 2 bis 3 Millimeter lang. Die eiförmigen bis halbkreisförmigen Kelchzipfel weisen eine Länge von 2,5 bis 3,5 Millimeter auf und sind 3,5 und 4,5 Millimeter breit. Die urnenförmige Blütenkrone ist leuchtend rot, orangerot, gelb, gelbgrün  oder hellrosafarben. Die Kronröhre ist 20 bis 25 Millimeter lang. Ihre eiförmigen bis halbkreisförmigen, stumpfen Kronzipfel weisen eine Länge von etwa 4 Millimeter auf und sind 6 Millimeter breit. Die Staubblätter sind im oberen Teil der Kronröhre angeheftet und ragen nicht aus der Blüte heraus. Die kugelförmigen Staubbeutel sind schwarz. Die rechteckigen Nektarschüppchen weisen eine Länge von 1 bis 1,6 Millimeter auf und sind etwa 1 Millimeter breit. Das längliche Fruchtblatt weist eine Länge von 8 bis 12 Millimeter auf. Der Griffel ist 18 bis 20 Millimeter lang.
Die länglichen Samen erreichen eine Länge von etwa 1,6 Millimeter.

## Systematik und Verbreitung
Kalanchoe gracilipes ist in Zentral- und Ost-Madagaskar verbreitet.
Die Erstbeschreibung als Kitchingia gracilipes durch John Gilbert Baker wurde 1881 veröffentlicht. Henri Ernest Baillon stellte die Art 1885 in die Gattung Kalanchoe.

## Nachweise